# Russikon
Russikon (gzu. Rusike) – miejscowość i gmina (Politische Gemeinde) w północnej Szwajcarii, w kantonie Zurych, w okręgu (Bezirk) Pfäffikon.  

## Demografia
W Russikonie mieszka 4511 osób. W 2021 roku 13,5% populacji gminy stanowiły osoby urodzone poza Szwajcarią.

## Transport
Przez teren gminy przebiega droga główna nr 354.